# Rồng rộc Baglafecht
Rồng rộc Baglafecht, tên khoa học Ploceus baglafecht, là một loài chim trong họ Ploceidae.
Loài này được tìm thấy ở miền trung, đông và đông nam châu Phi. Chúng được tìm thấy ở bìa rừng, rừng, vườn và thị trấn.